# European League 2006
L'European League 2006 si è svolta dal 21 luglio al 20 agosto 2006: al torneo hanno partecipato otto squadre nazionali europee e la vittoria finale è andata per la prima volta ai Paesi Bassi.

## Regolamento

### Formula
È prevista una prima fase della durata di quattro settimane, in cui due partecipanti alla volta organizzano un round-robin da quattro squadre ciascuno, con i risultati che si sommano in una classifica unica, per un totale di dodici incontri: al termine della prima fase, le prime tre classificate e la squadra del paese organizzatore (se questa rientra tra le prime tre classificate, si è qualificata la quarta classificata) hanno acceduto alla fase finale strutturata in semifinali, finale per il terzo posto e finale.

### Criteri di classifica
Se il risultato finale è stato di 3-0 o 3-1 sono stati assegnati 3 punti alla squadra vincente e 0 a quella sconfitta, se il risultato finale è stato di 3-2 sono stati assegnati 2 punti alla squadra vincente e 1 a quella sconfitta.
L'ordine del posizionamento in classifica è stato definito in base a:
- Punti;
- Numero di partite vinte;
- Ratio dei set vinti/persi;
- Ratio dei punti realizzati/subiti;
- Risultati degli scontri diretti.

## Squadre partecipanti
| Squadra     | Qualificazione | Ultima partecipazione |
| ----------- | -------------- | --------------------- |
| Croazia     | Wild card      | European League 2004  |
| Estonia     | Wild card      | European League 2005  |
| Germania    | Wild card      | European League 2005  |
| Grecia      | Wild card      | Debutto               |
| Paesi Bassi | Wild card      | European League 2004  |
| Slovacchia  | Wild card      | European League 2005  |
| Spagna      | Wild card      | European League 2005  |
| Turchia     | Wild card      | European League 2005  |

## Torneo

### Risultati

#### Primo turno

##### Gruppo 1
| 21 luglio 2006 Ankara Atatürk Spor Salonu, Ankara Durata: 1h:47 - Spettatori: 500   | Spagna      | 3 - 1 | Germania    | 22-25, 25-20, 25-21, 25-22        |
| 21 luglio 2006 Ankara Atatürk Spor Salonu, Ankara Durata: 1h:55 - Spettatori: 1 700 | Paesi Bassi | 3 - 1 | Turchia     | 21-25, 25-19, 28-26, 25-16        |
| 22 luglio 2006 Ankara Atatürk Spor Salonu, Ankara Durata: 2h:03 - Spettatori: 400   | Germania    | 2 - 3 | Paesi Bassi | 23-25, 25-27, 25-21, 25-22, 10-15 |
| 22 luglio 2006 Ankara Atatürk Spor Salonu, Ankara Durata: 2h:05 - Spettatori: 1 900 | Turchia     | 3 - 2 | Spagna      | 19-25, 25-22, 21-25, 25-17, 15-12 |
| 23 luglio 2006 Ankara Atatürk Spor Salonu, Ankara Durata: 1h:08 - Spettatori: 200   | Spagna      | 0 - 3 | Paesi Bassi | 19-25, 15-25, 16-25               |
| 23 luglio 2006 Ankara Atatürk Spor Salonu, Ankara Durata: 1h:20 - Spettatori: 2 500 | Turchia     | 3 - 0 | Germania    | 25-23, 25-20, 25-23               |

##### Gruppo 2
| 21 luglio 2006 Kleisto Gymnastīrio Lamias Chalkiopouleio, Lamia Durata: 1h:15 - Spettatori: 110   | Estonia    | 0 - 3 | Croazia    | 16-25, 14-25, 19-25               |
| 21 luglio 2006 Kleisto Gymnastīrio Lamias Chalkiopouleio, Lamia Durata: 1h:24 - Spettatori: 1 500 | Grecia     | 3 - 0 | Slovacchia | 25-16, 25-14, 25-22               |
| 22 luglio 2006 Kleisto Gymnastīrio Lamias Chalkiopouleio, Lamia Durata: 1h:58 - Spettatori: 90    | Croazia    | 3 - 1 | Slovacchia | 25-23, 25-19, 23-25, 25-21        |
| 22 luglio 2006 Kleisto Gymnastīrio Lamias Chalkiopouleio, Lamia Durata: 1h:45 - Spettatori: 1 000 | Estonia    | 1 - 3 | Grecia     | 25-27, 25-23, 13-25, 23-25        |
| 23 luglio 2006 Kleisto Gymnastīrio Lamias Chalkiopouleio, Lamia Durata: 1h:25 - Spettatori: 80    | Slovacchia | 3 - 0 | Estonia    | 25-21, 25-21, 25-23               |
| 23 luglio 2006 Kleisto Gymnastīrio Lamias Chalkiopouleio, Lamia Durata: 2h:18 - Spettatori: 1 700 | Grecia     | 2 - 3 | Croazia    | 26-24, 22-25, 25-22, 22-25, 11-15 |

#### Secondo turno

##### Gruppo 3
| 28 luglio 2006 ?, Valladolid Durata: 1h:55 - Spettatori: 200  | Turchia | 1 - 3 | Croazia | 28-26, 23-25, 24-26, 18-25        |
| 28 luglio 2006 ?, Valladolid Durata: 1h:18 - Spettatori: 1100 | Estonia | 0 - 3 | Spagna  | 24-26, 22-25, 13-25               |
| 29 luglio 2006 ?, Valladolid Durata: 1h:30 - Spettatori: 150  | Croazia | 3 - 0 | Estonia | 25-19, 25-19, 33-31               |
| 29 luglio 2006 ?, Valladolid Durata: 1h:57 - Spettatori: 1000 | Spagna  | 1 - 3 | Turchia | 25-20, 20-25, 31-33, 22-25        |
| 30 luglio 2006 ?, Valladolid Durata: 2h:15 - Spettatori: 800  | Spagna  | 3 - 2 | Croazia | 25-20, 21-25, 28-26, 21-25, 17-15 |
| 30 luglio 2006 ?, Valladolid Durata: 1h:57 - Spettatori: 150  | Estonia | 2 - 3 | Turchia | 27-25, 25-23, 18-25, 18-25, 10-15 |

##### Gruppo 4
| 28 luglio 2006 ?, Rotterdam Durata: 1h:54 - Spettatori: 200   | Grecia      | 1 - 3 | Germania    | 20-25, 25-16, 25-27, 26-28        |
| 28 luglio 2006 ?, Rotterdam Durata: 1h:24 - Spettatori: 1 150 | Paesi Bassi | 3 - 0 | Slovacchia  | 34-32, 25-18, 25-21               |
| 29 luglio 2006 ?, Rotterdam Durata: 2h:09 - Spettatori: 600   | Slovacchia  | 2 - 3 | Grecia      | 25-22, 25-27, 21-25, 25-22, 13-15 |
| 29 luglio 2006 ?, Rotterdam Durata: 1h:48 - Spettatori: 1 800 | Germania    | 2 - 3 | Paesi Bassi | 20-25, 25-17, 16-25, 25-15, 11-15 |
| 30 luglio 2006 ?, Rotterdam Durata: 2h:03 - Spettatori: 600   | Slovacchia  | 2 - 3 | Germania    | 25-18, 25-23, 23-25, 24-26, 8-15  |
| 30 luglio 2006 ?, Rotterdam Durata: 1h:19 - Spettatori: 1 200 | Paesi Bassi | 3 - 0 | Grecia      | 25-23, 25-18, 25-22               |

#### Terzo turno

##### Gruppo 5
| 4 agosto 2006 Spordihall, Rakvere Durata: 1h:12 - Spettatori: 200 | Spagna      | 0 - 3 | Paesi Bassi | 21-25, 16-25, 23-25        |
| 4 agosto 2006 Spordihall, Rakvere Durata: 1h:42 - Spettatori: 600 | Estonia     | 3 - 1 | Slovacchia  | 25-15, 23-25, 25-18, 25-20 |
| 5 agosto 2006 Spordihall, Rakvere Durata: 1h:40 - Spettatori: 850 | Estonia     | 1 - 3 | Spagna      | 20-25, 16-25, 25-22, 16-25 |
| 5 agosto 2006 Spordihall, Rakvere Durata: 1h:40 - Spettatori: 850 | Slovacchia  | 0 - 3 | Paesi Bassi | 18-25, 20-25, 23-25        |
| 6 agosto 2006 Spordihall, Rakvere Durata: 1h:19 - Spettatori: 500 | Paesi Bassi | 3 - 0 | Estonia     | 25-23, 25-19, 31-29        |
| 6 agosto 2006 Spordihall, Rakvere Durata: 1h:18 - Spettatori: 60  | Spagna      | 0 - 3 | Slovacchia  | 22-25, 18-25, 21-25        |

##### Gruppo 6
| 4 agosto 2006 Dom odbojke Bojan Stranić, Zagabria Durata: 1h:53 - Spettatori: 100 | Grecia   | 1 - 3 | Germania | 25-22, 16-25, 13-25, 22-25       |
| 4 agosto 2006 Dom odbojke Bojan Stranić, Zagabria Durata: 2h:14 - Spettatori: 300 | Croazia  | 3 - 2 | Turchia  | 22-25, 24-26, 25-20, 25-20, 15-9 |
| 5 agosto 2006 Dom odbojke Bojan Stranić, Zagabria Durata: 1h:26 - Spettatori: 100 | Turchia  | 0 - 3 | Germania | 22-25, 22-25, 21-25              |
| 5 agosto 2006 Dom odbojke Bojan Stranić, Zagabria Durata: 1h:29 - Spettatori: 350 | Croazia  | 0 - 3 | Grecia   | 19-25, 22-25, 23-25              |
| 6 agosto 2006 Dom odbojke Bojan Stranić, Zagabria Durata: 1h:22 - Spettatori: 50  | Turchia  | 0 - 3 | Grecia   | 22-25, 21-25, 20-25              |
| 6 agosto 2006 Dom odbojke Bojan Stranić, Zagabria Durata: 1h:55 - Spettatori: 350 | Germania | 1 - 3 | Croazia  | 23-25, 20-25, 25-22, 22-25       |

#### Quarto turno

##### Gruppo 7
| 11 agosto 2006 Sportova Hala, Prešov Durata: 1h:44 - Spettatori: 800 | Slovacchia | 1 - 3 | Turchia | 22-25, 25-20, 22-25, 13-25        |
| 11 agosto 2006 Sportova Hala, Prešov Durata: 1h:16 - Spettatori: 150 | Spagna     | 0 - 3 | Grecia  | 20-25, 17-25, 21-25               |
| 12 agosto 2006 Sportova Hala, Prešov Durata: 1h:45 - Spettatori: 800 | Slovacchia | 3 - 0 | Spagna  | 22-25, 25-16, 23-25, 22-25        |
| 12 agosto 2006 Sportova Hala, Prešov Durata: 1h:27 - Spettatori: 200 | Grecia     | 0 - 3 | Turchia | 19-25, 26-28, 19-25               |
| 13 agosto 2006 Sportova Hala, Prešov Durata: 1h:52 - Spettatori: 300 | Slovacchia | 1 - 3 | Grecia  | 23-25, 21-25, 25-23, 25-27        |
| 13 agosto 2006 Sportova Hala, Prešov Durata: 2h:08 - Spettatori: 150 | Turchia    | 2 - 3 | Spagna  | 25-23, 22-25, 19-25, 25-23, 13-15 |

##### Gruppo 8
| 11 agosto 2006 Sporthalle Charlottenburg, Berlino Durata: 2h:00 - Spettatori: 400   | Croazia     | 2 - 3 | Paesi Bassi | 15-25, 20-25, 26-24, 25-22, 12-15 |
| 11 agosto 2006 Sporthalle Charlottenburg, Berlino Durata: 1h:20 - Spettatori: 800   | Germania    | 3 - 0 | Estonia     | 25-20, 27-25, 25-16               |
| 12 agosto 2006 Sporthalle Charlottenburg, Berlino Durata: 1h:17 - Spettatori: 300   | Paesi Bassi | 3 - 0 | Estonia     | 25-19, 25-23, 25-22               |
| 12 agosto 2006 Sporthalle Charlottenburg, Berlino Durata: 1h:21 - Spettatori: 1 200 | Croazia     | 0 - 3 | Germania    | 22-25, 18-25, 18-25               |
| 13 agosto 2006 Sporthalle Charlottenburg, Berlino Durata: 1h:25 - Spettatori: 450   | Croazia     | 3 - 0 | Estonia     | 25-22, 25-20, 31-29               |
| 13 agosto 2006 Sporthalle Charlottenburg, Berlino Durata: 1h:59 - Spettatori: 1 800 | Germania    | 2 - 3 | Paesi Bassi | 25-19, 23-25, 25-20, 22-25, 11-15 |

### Classifica
| Pos. | Squadra     | Pt | G  | V  | P  | SV | SP | Ratio | PF    | PS    | Ratio |
| ---- | ----------- | -- | -- | -- | -- | -- | -- | ----- | ----- | ----- | ----- |
| 1.   | Paesi Bassi | 24 | 12 | 12 | 0  | 36 | 9  | 4,000 | 1 061 | 935   | 1,135 |
| 2.   | Croazia     | 20 | 12 | 8  | 4  | 28 | 19 | 1,474 | 1 089 | 1 039 | 1,048 |
| 3.   | Grecia      | 19 | 12 | 7  | 5  | 25 | 19 | 1,316 | 1 016 | 983   | 1,034 |
| 4.   | Germania    | 18 | 12 | 6  | 6  | 26 | 22 | 1,182 | 1 082 | 1 041 | 1,039 |
| 5.   | Turchia     | 18 | 12 | 6  | 6  | 24 | 24 | 1,000 | 1 080 | 1 082 | 0,998 |
| 6.   | Spagna      | 18 | 12 | 6  | 6  | 21 | 25 | 0,840 | 1 012 | 1 039 | 0,974 |
| 7.   | Slovacchia  | 14 | 12 | 2  | 10 | 15 | 30 | 0,500 | 982   | 1 060 | 0,926 |
| 8.   | Estonia     | 13 | 12 | 1  | 11 | 7  | 34 | 0,206 | 868   | 1 011 | 0,859 |

      Qualificata alle semifinali.

### Fase finale
|  | Semifinali | Semifinali  | Semifinali |         |   | Finale          | Finale          | Finale          |  |
|  |            |             |            |         |   |                 |                 |                 |  |
|  | 1          | Paesi Bassi | 3          |         |   |                 |                 |                 |  |
|  | 1          | Paesi Bassi | 3          |         |   |                 |                 |                 |  |
|  | 4          | Turchia     | 2          |         |   |                 |                 |                 |  |
|  | 4          | Turchia     | 2          |         | 1 | Paesi Bassi     | 3               |                 |  |
|  |            |             |            |         | 1 | Paesi Bassi     | 3               |                 |  |
|  |            |             | 2          | Croazia | 1 |                 |                 |                 |  |
|  | 2          | Croazia     | 2          | Croazia | 1 | 3               |                 |                 |  |
|  | 2          | Croazia     |            |         |   | 3               |                 |                 |  |
|  | 3          | Grecia      | 1          |         |   | Finale 3º posto | Finale 3º posto | Finale 3º posto |  |
|  | 3          | Grecia      | 1          |         |   |                 |                 |                 |  |
|  |            |             |            |         |   |                 |                 |                 |  |
|  |            |             |            |         |   | 4               | Turchia         | 2               |  |
|  |            |             |            |         |   | 4               | Turchia         | 2               |  |
|  |            |             |            |         |   | 3               | Grecia          | 3               |  |

#### Semifinali
| 19 agosto 2006 Karşıyaka Spor Salonu, Smirne Durata: 2h:19 - Spettatori: 2 700 | Paesi Bassi | 3 - 2 | Turchia | 23-25, 25-22, 23-25, 25-23, 17-15 |
| 19 agosto 2006 Karşıyaka Spor Salonu, Smirne Durata: 2h:07 - Spettatori: 1 500 | Croazia     | 3 - 1 | Grecia  | 22-25, 25-21, 25-16, 28-26        |

#### Finale 3º posto
| 20 agosto 2006 Karşıyaka Spor Salonu, Smirne Durata: 2h:15 - Spettatori: 2 000 | Turchia | 2 - 3 | Grecia | 25-22, 25-21, 20-25, 21-25, 10-15 |

#### Finale
| 20 agosto 2006 Karşıyaka Spor Salonu, Smirne Durata: 1h:50 - Spettatori: 1 000 | Paesi Bassi | 3 - 1 | Croazia | 19-25, 25-20, 25-21, 27-25 |

## Classifica finale
| Pos | Squadra     | Rosa |
| --- | ----------- | --- |
|     | Paesi Bassi | Formazione: Bontje, Freriks, Görtzen, Hooi, Klok, Kooistra, Olieman, Rademaker, Rauwerdink, Snippe, van Gendt, van der Wel, CT: Blangé                              |
|     | Croazia     | Formazione: Boriskevitch, Čošković, Galić, Kovačević, Krnić, Nojić, Omrčen, Puljič, Sikirić, Vulin, Zelić, Zhukouski, CT: Malević                                   |
|     | Grecia      | Formazione: Andreadīs, Kyriakidīs, Lappas, Ntonas, Pantaleōn, Prousalīs, Rizopoulos, K. Roumeliōtīs, N. Roumeliōtīs, Smaragdīs, Stefanou, Tsergas, CT: Charitōnidīs |
| 4   | Turchia     | |
| 5   | Germania    | |
| 6   | Spagna      | |
| 7   | Slovacchia  | |
| 8   | Estonia     | |

## Premi individuali
| Premio                | Nome              | Squadra     |
| --------------------- | ----------------- | ----------- |
| MVP                   | Guido Görtzen     | Paesi Bassi |
| Miglior realizzatore  | Marko Klok        | Paesi Bassi |
| Miglior attaccante    | Michael Olieman   | Paesi Bassi |
| Miglior muro          | Sōtīrīs Pantaleōn | Grecia      |
| Miglior servizio      | Tomislav Čošković | Croazia     |
| Miglior palleggiatore | Inoslav Krnić     | Croazia     |
| Miglior libero        | Nuri Şahin        | Turchia     |